# Denis Nikolajewitsch Menschow
Denis Nikolajewitsch Menschow (russisch Денис Николаевич Меньшов, wiss. Transliteration Denis Nikolaevič Men'šov; * 25. Januar 1978 in Orjol) ist ein ehemaliger russischer Radrennfahrer, der je einmal die Vuelta a España und den Giro d’Italia gewann. Nach Beendigung seiner Karriere wurde er wegen Dopings gesperrt.

## Laufbahn
Als Amateur gewann er 1998 die Volta a Tarragona. Im Jahr 2000 wurde Menschow Profi beim spanischen Radsportteam Banesto. Bei der Tour de France 2003 konnte er als Elfter erstmals eine vordere Platzierung bei einer „Grand Tour“ erzielen.
Zur Saison 2005 wechselte Menschow zur niederländischen Mannschaft Rabobank und entwickelte sich dort zum erfolgreichen Rundfahrtspezialisten: Er wurde Zweiter der Vuelta a España 2005 hinter Roberto Heras, der zwischenzeitlich als wegen Doping disqualifiziert galt, dem aber nachträglich der Sieg wieder zugesprochen wurde. Zwei Jahre später gewann Menschow die Vuelta a España 2007 mit  3:31 Minuten Vorsprung vor Carlos Sastre. Beim Giro d’Italia 2009 siegte er mit 0:41 Minuten Vorsprung auf den später disqualifizierten Danilo Di Luca. Ihm gelangen in der Zeit bei Rabobank fünf weitere Platzierungen unter den ersten Zehn einer großen Landesrundfahrt, wobei ihm sein dritter Platz bei der Tour de France 2010 im Jahr 2014 wegen Doping aberkannt wurde. In das Jahr 2009 fielen auch erste Dopingverdächtigungen. Menschow wurde im Rahmen des sogenannten Humanplasma-Skandals vorgeworfen, zusammen mit Teamkollegen in Wien verbotene Bluttransfusionen vorgenommen zu haben.
Nach einem Jahr bei dem spanischen Team Geox-TMC, mit dem er den Giro d’Italia 2011 als Siebter und die Vuelta a España 2011 als Fünfter abschloss, wechselte er 2012 zum russischen Katusha Team, konnte an die großen Erfolge der Vorjahre aber nicht mehr anknüpfen. Bei der Vuelta a España gewann er immerhin eine Etappe. Zudem sicherte er sich den russischen Meistertitel im Einzelzeitfahren.
Im Frühjahr 2013 erklärte Menschow unter Hinweis auf anhaltende Kniebeschwerden seinen Rücktritt. Im Juli 2014 wurde bekannt, dass Menschow durch den Weltradsportverband UCI aufgrund von Auffälligkeiten in seinem Biologischen Pass wegen Doping für zwei Jahre bis zum 9. April 2015 gesperrt wurde. Seine Ergebnisse bei der Tour de France 2009, 2010 und 2012 wurden gestrichen.
Im Zuge der Dopingermittlungen der Staatsanwaltschaft von Padua geriet er Ende 2014 in den Verdacht, Kunde des umstrittenen Sportmediziners Michele Ferrari gewesen zu sein.
Zur Saison 2019 wurde Menschow Sportlicher Leiter beim Professional Continental Team Gazprom-RusVelo.

## Erfolge
Eintagesrennen
- Clasica Ciclista los Puertos 2003
- Russischer Meister – Einzelzeitfahren 2012

Rundfahrten
- Tour de l’Avenir 2001
- Nachwuchswertung Tour de France 2003
- Baskenland-Rundfahrt 2004
- Vuelta a España 2007, Bergwertung und Kombinationswertung
- Murcia-Rundfahrt 2009
- Giro d’Italia 2009

Etappensiege bei Rundfahrten (Anzahl der Etappen/Jahr)
- eine Etappe Tour de France: 1/2006
- zwei Etappen Giro d’Italia: 2/2009
- fünf Etappen Vuelta a España: 1/2004, 2/2005, 1/2007, 1/2012
- zwei Etappen Critérium du Dauphiné Libéré: 1/2002, 1/2006
- eine Etappe Baskenland-Rundfahrt: 1/2004
- eine Etappe Paris–Nizza: 1/2004
- eine Etappe Katalonien-Rundfahrt: 1/2007

## Platzierungen bei den Grand Tours
| Grand Tour            | 2001 | 2002 | 2003 | 2004 | 2005 | 2006 | 2007 | 2008 | 2009 | 2010 | 2011 | 2012 |
| --------------------- | ---- | ---- | ---- | ---- | ---- | ---- | ---- | ---- | ---- | ---- | ---- | ---- |
| Giro d’ItaliaGiro     | –    | –    | –    | –    | –    | –    | –    | 5    | 1    | –    | 7    | –    |
| Tour de FranceTour    | 47   | 93   | 11   | DNF  | 85   | 5    | DNF  | 3    | 51   | 3    | –    | 15   |
| Vuelta a EspañaVuelta | –    | –    | –    | DNF  | 2    | DNF  | 1    | –    | –    | 41   | 5    | –    |